# Alberto Icare
Alberto Icare (San Carlos de Bariloche, 30 de julio de 1945-San Carlos de Bariloche, 20 de agosto de 2009) fue intendente de la ciudad de San Carlos de Bariloche, y fundador del Partido Vecinal SUR.

## Ascenso al poder
Fue elegido por primera vez luego de la renuncia de Atilio Feudal, en 2002, luego de una de las gestiones municipales que, sumado a la situación nacional, hundieron a la ciudad en una crisis sin precedentes. En aquellas elecciones fue candidato del Partido Vecinal SUR y la Unión Cívica Radical de Río Negro, con Pablo Verani a la cabeza del partido, además de ser gobernador provincial.
En el año 2003, al mismo tiempo en que el país se elegía presidente, se realizaron en Río Negro elecciones provinciales y en Bariloche municipales. En esas elecciones, participó como candidato Icare, representando al Partido Vecinal SUR y con el apoyo de la UCR nuevamente. El comicio se llevó a cabo normalmente y alrededor de las 9 de la noche era ya definitivo: Icare seguiría siendo Intendente, y la provincia seguiría en manos radicales, esta vez con la gobernación a cargo de Miguel Saiz.

## Actualidad
Colaboró en la redacción de la Carta Orgánica Municipal de Bariloche vigente desde el año 2007 y la creación de fiestas locales.